# Qīlsūn
Qīlsūn (persiska: قیلسون) är en ort i Iran.   Den ligger i provinsen Kurdistan, i den nordvästra delen av landet, 500 km väster om huvudstaden Teheran. Qīlsūn ligger 1 624 meter över havet och antalet invånare är 499.
Terrängen runt Qīlsūn är lite kuperad.Runt Qīlsūn är det ganska glesbefolkat, med 50 invånare per kvadratkilometer. Närmaste större samhälle är Saqqez, 9,8 km väster om Qīlsūn. Trakten runt Qīlsūn består i huvudsak av gräsmarker.